# Municipio de Genesee (Pensilvania)
El municipio de Genesee (en inglés: Genesee Township) es un municipio ubicado en el condado de Potter en el estado estadounidense de Pensilvania. En el año 2000 tenía una población de 789 habitantes y una densidad poblacional de 8 personas por km².

## Geografía
El municipio de Genesee se encuentra ubicado en las coordenadas 41°57′00″N 77°51′59″O / 41.95000, -77.86639.

## Demografía
Según la Oficina del Censo en 2000 los ingresos medios por hogar en la localidad eran de $31,667 y los ingresos medios por familia eran $35,268. Los hombres tenían unos ingresos medios de $27,625 frente a los $18,125 para las mujeres. La renta per cápita para la localidad era de $17,285. Alrededor del 16,2% de la población estaban por debajo del umbral de pobreza.